# Хетцер, Теодор
Теодор Хетцер (нем. Theodor Hetzer; 16 июля 1890, Харьков — 27 декабря 1946, Юберлинген, Боденское озеро) — немецкий историк искусства, специалист по творчеству Джотто, Тициана и Рафаэля, а также — Дюрера.

## Биография
Теодор Хетцер изучал историю искусства, классическую археологию и философию во Фрайбурге — под руководством Вильгельма Вёге — и в Берлине — под руководством Генриха Вёльфлина. При этом его основным наставником в Берлине был Фридрих Ринтельен, под руководством которого Хетцер в 1915 году получил докторскую степень (в Базельском университете). В 1923 году Теодор Хетцер стал преподавателем истории искусства в Лейпцигском университете, где в 1929 году стал экстраординарный профессором, а с 1935 по 1945 год состоял ординарный профессором.
Хетцер считался знатоком искусства Джотто, Тициана и Рафаэля; кроме того он занимался и творчеством Дюрера, а также — влиянием немецкого искусства на итальянскую живопись XVI века. Работы Хетцера также затрагивали творчество Рембрандта, Питера Пауля Рубенса, Франсиско де Гойи и Поля Сезанна. Хетцер получил высокую оценку от коллег за яркий язык своих работ, описывавших как исторические эпохи, так и стили живописи.
В ноябре 1933 года Теодор Хетцер стал одним из тех профессоров немецких университетов, которые выразили свое признание как Адольфа Гитлера, так и национал-социалистического государства (нем. Bekenntnis der Professoren an den Universitäten und Hochschulen zu Adolf Hitler und dem nationalsozialistischen Staat). В 1936 году Хетцер был избран членом Саксонской академии наук. Теодор Хетцер умер 27 декабря 1946 года в Юберлингене, расположенном на Боденском озере.

## Работы
- Die frühen Gemälde des Tizian. Eine stilkritische Untersuchung. Schwabe, Basel 1920 [диссертация].
- Das deutsche Element in der italienischen Malerei des 16. Jahrhunderts. Berlin 1929.
- Gedanken um Raffaels Form. Frankfurt am Main 1932.
- Tizian. Geschichte seiner Farbe. Frankfurt am Main 1935.

### Собрание сочинений
Собрание сочинении Теодора Хетцера было выпущено издательством «Stuttgarter Urachhaus-Verlag» в период с 1981 по 1998 год под названием «Theodor Hetzer: Schriften in neun Bänden»:
- Band 1: Giotto — Grundlegung der neuzeitlichen Kunst: Giotto, seine Stellung in der europäischen Kunst; Betrachtungen zu Giottos Ognissanti Madonna in Florenz; Die Geschichte von Joachim u. Johanna in der Arena-Kapelle zu Padua; Über Giottos Einfachheit.
- Band 2: Die Bildkunst Dürers: Über Dürers Gegenständlichkeit; Dürers dt. Form; Dürers Kleine Passion; seine Bildnisse; über Dürers Randzeichnungen im Gebetbuch Kaiser Maximilians; ein Marienbild Dürers.
- Band 3: Das Ornamentale und die Gestalt: Das deutsche Element in der italienischen Malerei des 16. Jh’s. und bei den einzelnen Künstlern (Leonardo, Michelangelo, Raffael, Tizian, Correggio etc.). Die schöpferische Vereinigung von Antike und Norden in der Hochrenaissance; deutsche Maler des 15. und 16. Jahrhunderts.
- Band 4: Bild als Bau, Elemente der Bildgestaltung von Giotto bis Tiepolo: Über das Verhältnis der Malerei zur Architektur; vom Plastischen in der Malerei; Gedanken um Raffaels Form; die Sixtinische Madonna; die Fresken Tiepolos in der Würzburger Residenz.
- Band 5: Rubens und Rembrandt; Rembrandt und Giotto.
- Band 6: Italienische Architektur im 15. und 16. Jahrhundert; Erinnerungen an italienische Architektur.
- Band 7: Tizian: Geschichte seiner Farbe, die frühen Gemälde, Bildnisse, herausgegeben von Gertrude Berthold, Urachhaus, Stuttgart 1992, ISBN 3-87838-906-X.
- Band 8: Venezianische Malerei von den Anfängen bis zum Tode Tintorettos.
- Band 9: Geschichte des Bildes von der Antike bis Cézanne: Die Wiederbelebung des klassischen Altertums; Studien zur Geschichte des Bildes; Goya und die bildende Kunst; Goethes italienische Reise; Cézanne-Notizen; über die Fläche in der Malerei; vom großen Kunstwerk; Michelangelo-Notizen; Mantegna; Donatello; Claude Lorrain; Gedenkrede Klingers.